# Пиер Мариво
Пиер Карле де Шамблен де Мариво (на френски: Pierre Carlet de Chamblain de Marivaux), по-известен като Пиер Мариво, е френски драматург и писател.
Считан е за един от най-важните френски драматурзи на 18. век, като написва множество комедии за „Комеди франсез“ и „Комеди италиен“ в Париж. Едни от най-важните му произведения са „Триумфът на любовта“, „Играта на любовта и възможността“ и „Фалшивите признания“. Освен тях той пише и есета и започва работа по два недовършени романа: „Животът на Мариана“ и „Селянинът парвеню“.

## Биография
Сведенията за живота му са оскъдни. Пиер Мариво е роден в семейството на нормандски финансист, заради който семейството се мести да живее в Лимож и Риом. Предполага се, че написва първата си творба, „Благоразумният и справедлив баща“, още на 18 години, но я публикува през 1712 г. Впоследствие написва 3 романа, като през 20-те години на 18-ти век се ориентира към жанра комедия. Оттогава комедиите му се представят от двата известни парижки театъра („Комеди франсез“ и „Комеди италиен“), като това се превръща в основното му средство за препитание, след като пропилява семейното богатство. Междувременно пише и статии и есета, но непоследователността му в тази посока проваля усилията му да се наложи като колумнист. През 1743 г. е избран за член на Френската академия, а през 1759 г. – за директор. До края на живота си успява да създаде тридесетина комедии.
Пиер Мариво умира от плеврит на 12 февруари 1763 г.

## Творчество

### Сценични произведения
- 1712: Le Père prudent et équitable
- 1720: L'Amour et la Vérité
- 1720: Arlequin poli par l'amour
- 1720: Annibal, неговата единствена трагедия
- 1722: La Surprise de l'amour
- 1723: La Double Inconstance
- 1724: Le Prince travesti
- 1724: La Fausse Suivante ou Le Fourbe puni
- 1724: Le Dénouement imprévu
- 1725: L'Île des esclaves
- 1725: L'Héritier de village
- 1726: Mahomet second (недовършена трагедия в проза)
- 1727: L'Île de la raison ou Les petits hommes
- 1727: La Seconde Surprise de l'amour
- 1728: Le Triomphe de Plutus
- 1729: La Nouvelle Colonie, изгубена и впоследствие пренаписана през 1750 под заглавието La Colonie
- 1730: Le Jeu de l'Amour et du Hasard
- 1731: La Réunion des Amours
- 1732: Le Triomphe de l'amour
- 1732: Les Serments indiscrets
- 1732: L'École des mères
- 1733: L'Heureux Stratagème
- 1734: La Méprise
- 1734: Le Petit-Maître corrigé
- 1734: Le Chemin de la fortune
- 1735: La Mère confidente
- 1736: Le Legs
- 1737: Les Fausses Confidences
- 1738: La Joie imprévue
- 1739: Les Sincères
- 1740: L'Épreuve
- 1741: La Commère
- 1744: La Dispute
- 1746: Le Préjugé vaincu
- 1750: La Colonie
- 1750: La Femme fidèle
- 1757: Félicie
- 1757: Les Acteurs de bonne foi
- 1761: La Provinciale

### Статии and есета
- 1717 – 1718: Lettres sur les habitants de Paris
- Lettres contenant une aventure
- Pensées sur differents sujets
- 1721 – 1724: Le Spectateur français
- 1726: L'Indigent philosophe
- 1734: Le Cabinet du philosophe

### Романи
- 1713 – 1714: Les Effets surprenants de la sympathie
- 1714: La Voiture embourbée – „импровизиран“ роман
- 1714: Le Bilboquet
- 1714: Le Télémaque travesti
- 1716 – 1717: L'Homère travesti ou L'Iliade en vers burlesques
- 1737: Pharsamon ou Les Folies romanesques

### Недовършени романи
- започнат през 1727: La Vie de Marianne
- започнат през 1735: Le Paysan parvenu